# Blanquillo 1ra. Sección
Blanquillo 1ra. Sección är en ort i Mexiko.   Den ligger i kommunen Pichucalco och delstaten Chiapas, i den sydöstra delen av landet, 700 km öster om huvudstaden Mexico City. Blanquillo 1ra. Sección ligger 68 meter över havet och antalet invånare är 230.
Terrängen runt Blanquillo 1ra. Sección är platt norrut, men söderut är den kuperad. Terrängen runt Blanquillo 1ra. Sección sluttar norrut. Runt Blanquillo 1ra. Sección är det ganska glesbefolkat, med 43 invånare per kvadratkilometer. Närmaste större samhälle är Teapa, 14,5 km öster om Blanquillo 1ra. Sección. Trakten runt Blanquillo 1ra. Sección består till största delen av jordbruksmark.